# Дюрье, Одетт
Одетт Дюрье — французский политик, бывший сенатор и бывший депутат Национального собрания Франции, член Социалистической партии Франции.

## Биография
Родилась 7 мая 1948 г. в городе Мервиль (департамент Нор). Бухгалтер по профессии, с июня 2002 года являлась заместителем депутата Национального собрания Марселя Кабидду. После смерти Кабидду в январе 2004 года заняла его место в Национальном собрании Франции.
В июне 2007 года избрана депутатом Национального собрания Франции по 11-му избирательному округу департамента Па-де-Кале, набрав во 2-м туре 61,66 % голосов.
В сентябре 2011 года в составе списка социалистов избрана в Сенат, после чего сдала мандат депутата Национального собрания. 28 февраля 2013 года ушла в отставку с поста сенатора по личным причинам.
В марте 2015 года Одетт Дюрье победила на выборах в Совет департамента Па-де-Кале в кантоне Дуврен и была избрана 2-м вице-президентом по вопросам местного самоуправления и здравоохранения.

## Занимаемые выборные должности
14.03.1983 — 19.03.1989 — вице-мэр Камбрена 

20.03.1989 — 29.03.2014 — мэр Камбрена 

14.01.2004 — 24.09.2011 — депутат Национального собрания Франции от 11-го избирательного округа департамента Па-де-Кале 
 29.03.2004 — 21.03.2015 — член Генерального совета департамента Па-де-Кале от кантона Камбрен

25.09.2011 — 28.02.2013 — сенатор Франции от департамента Па-де-Кале

с 29.03.2015 — член Совета департамента Па-де-Кале от кантона Дуврен, 2-й вице-президент